# Leena Peisa
Leena Maria Peisa (ur. 16 marca 1979), znana również jako Lende Mielihyvä – fińska keyboardzistka i wokalistka. Leena Peisa znana jest przede wszystkim z występów w zespole rockowym Lordi, którego była członkinią w latach 2005-2012. W trakcie występów z grupą posługiwała się pseudonimem Awa. Wraz z zespołem Lordi nagrała m.in. trzy albumy studyjne, a także pięciokrotnie otrzymała nagrodę fińskiego przemysłu fonograficznego Emma-gaala. Wcześniej występowała w zespole Punaiset Messiaat. Była także członkinią formacji Dolchamar.

## Dyskografia
| Album                                                              | Rok  | Uwagi             | Źródło |
| ------------------------------------------------------------------ | ---- | ----------------- | ------ |
| Punaiset Messiaat – Back In Business                               | 1995 | członkini zespołu | [ 5 ]  |
| Tehosekoitin – Köyhät Syntiset                                     | 1997 | gościnnie         | [ 6 ]  |
| Lordi – The Arockalypse                                            | 2006 | członki zespołu   | [ 7 ]  |
| Lordi – Market Square Massacre                                     | 2006 | członki zespołu   | [ 8 ]  |
| Lordi – Bringing Back the Balls to Stockholm 06: The Opening Night | 2007 | członki zespołu   | [ 9 ]  |
| Lordi – Deadache                                                   | 2008 | członki zespołu   | [ 10 ] |
| Lordi – Babez for Breakfast                                        | 2010 | członki zespołu   | [ 11 ] |